# Deioces
Deioces  (oud-Grieks: Δηιόκης, Dēiokēs, oud-Persisch: 𐎭𐎡𐎣, nieuw-Persisch: دیاکو), wordt beschouwd als de stichter, eerste sjah en priester van het rijk van de Meden, onder zijn leiding werd het grondgebied onafhankelijk van de Nieuw-Asserische heerschappij. Hij wordt onder meer door Herodotus (438 v.Chr - 424 v.Chr.) genoemd in zijn Historiën. Volgens de Griekse schrijver regeerde hij 53 jaar, van 700 tot 647 v. Chr. Deioces stichtte de stad Ecbatana (verzamelplaats of stad voor iedereen), het huidige Hamadan. Zijn vader én zoon droegen de naam Phraortes. Zijn zoon volgde hem op en regeerde 22 jaar. Cyaxares was zijn kleinzoon.
De naam Deioces komt van het Iraanse woord Dahyu-ka, wat de landerijen betekent (boven, op en onder de aarde). Het zou ook de titel 'landbouwer' kunnen zijn, als hoofd van een nederzetting.
In oude tijden was de regio van de Meden begrensd door de rivier Aras en het Alborzgebergte in het noorden, de Dasht-e Kavir in het oosten en het Zagrosgebergte in het westen en zuiden. 
Sommige Iranologen denken dat de historische Deioces overeenstemt met de mythische Hushang uit Ferdowsi's Shahnameh.

## Herodotus
In Boek I van zijn Historiën, hoofdstuk 96-102, schrijft Herodotus hoe Deioces koning wist te worden: Hij bracht rechtvaardigheid in praktijk in zijn eigen dorp, terwijl de Meden verspreid in verschillende dorpen zonder centraal gezag leefden en de wetteloosheid daardoor welig tierde. Hij werd om zijn integriteit door zijn dorpsgenoten gekozen als scheidsrechter in hun onenigheden. Door zijn eerlijkheid wist hij de aandacht van andere dorpen te trekken. Nu zijn dagen gevuld waren met andermans belangen, zei hij plotseling, dat hij ook eens aan zichzelf moest denken en trok zich terug. Daarop braken de wetteloosheid en roverij weer uit. De Meden kwamen in vergadering bijeen en besloten een koning te kiezen om de orde te herstellen. Dat werd Deioces. Hij gaf bevel tot de bouw van de hoofdstad Hagmatana (in Oud Perzisch), Ecbatana (Grieks).
De stad werd in concentrische cirkels op een heuvel opgetrokken, waarbij de binnenronde telkens boven de buitenronde uitstak, naar het voorbeeld van de toren van Babylon. De buitenmuur was wit geverfd, de tweede muur zwart, de derde scharlakenrood, de vierde blauw, de vijfde oranje, de zesde was met zilver overtrokken en de zevende met goud. Daarbinnen waren zijn paleis en de schatkamers.
Niemand mocht nog langer direct met hem in contact staan, maar alles moest via boden worden doorgegeven. Er mocht ook niet langer in zijn aanwezigheid gelachen of gespuugd worden. Hij maakte deze regels volgens Herodotus om zijn eigen veiligheid te waarborgen en te voorkomen dat zijn gelijken jaloers op hem zouden worden en tegen hem zouden samenspannen. Deioces bleef onder de nieuwe voorwaarden via geschreven stukken rechtspreken. Hij liet ook door heel zijn rijk spioneren en liet onderdrukkers voor hem geleiden. Zo werden de Meden, die bestonden uit de zes stammen, de Busae, Paretaceni, Struchates, Arizanti, Budii en Magi, een staat. Zijn zoon en opvolger, Phraortes, viel de Perzen aan, bracht hen onder de heerschappij der Meden en overwon verschillende provincies in Asia. Ten slotte nam Phraortes het ook op tegen hun 'heren', de Assyriërs en verloor daarbij zijn leven.  